# اريك ماركيز
اريك ماركيز (بالبرتغالية: Eric Tinoco Marques) هو متسابق خماسي حديث برازيلي، ولد في 24 أبريل 1919 في نيتيروي في البرازيل، وتوفي في 22 يونيو 1976.

## وصلات خارجية
- اريك ماركيز على موقع أوليمبيديا (الإنجليزية)